# Sans plus attendre
Pour l’article homonyme, voir Sans plus attendre (album).
Pour plus de détails, voir Fiche technique et Distribution.
Sans plus attendre (The Bucket List), ou Maintenant ou jamais au Québec, est un film américain de Rob Reiner sorti en 2007.

## Synopsis
Carter Chambers, un mécanicien et Edward Cole, le richissime directeur d'hôpitaux, se retrouvent dans la même chambre d'hôpital. Il ne leur reste que six mois à vivre, un an tout au plus. Carter décide d'écrire une liste où il note tout ce qu'il aimerait faire avant sa mort ; pour lui, sa liste n'a rien de sérieux mais Edward tombe dessus et le convainc de partir réaliser ses rêves. Ils partent donc pour la France, plus particulièrement la Côte d'Azur. Ils voyagent ensuite d'un bout à l'autre de la Terre, ils vont dans la savane en Tanzanie, ils visitent le Taj Mahal en Inde, ils voient l'Himalaya au Tibet et ils admirent les gratte-ciels de la ville de Hong Kong.
Finalement, ils arrivent à réaliser tous les vœux de leur liste d'une manière totalement imprévue.

## Fiche technique
- Titre original : The Bucket List
- Titre français : Sans plus attendre
- Titre québécois : Maintenant ou jamais
- Réalisation : Rob Reiner
- Scénario : Justin Zackham
- Musique : Marc Shaiman
- Photographie : John Schwartzman (en)
- Montage : Robert Leighton
- Sociétés de production : Warner Bros., Zadan/Meron Productions, Two Ton Films, Castle Rock Entertainment, Storyline Entertainment
- Société de distribution : Warner Bros.
- Genre : Comédie dramatique
- Budget : 45 000 000 $
- Dates de sortie en salles :  
  - États-Unis : 25 décembre 2007 (sortie limitée) ; 11 janvier 2008 (sortie nationale)
  - Canada : 25 décembre 2007 (sortie limitée : Toronto) ; 11 janvier 2008 (sortie nationale)
  - France : 27 février 2008

## Distribution
- Jack Nicholson (VF : Jean-Pierre Moulin ; V. Q. : Guy Nadon) : Edward Cole
- Morgan Freeman (VF : Med Hondo ; VQ : Aubert Pallascio) : Carter Chambers
- Sean Hayes (VF : Bertrand Liebert ; VQ : Renaud Paradis) : Thomas
- Beverly Todd (VF : Katy Amaïzo ; VQ : Johanne Garneau) : Virginia Chambers
- Rob Morrow (VF : Philippe Valmont ; VQ : François Godin) : Dr Hollins
- Rowena King (VF : Annie Milon ; VQ : Anne Dorval) : Angelica
- Alfonso Freeman (VF : Xavier Thiam ; VQ : Louis-Philippe Dandenault) : Roger Chambers
- Jonathan Mangum (VF : Pierre Tessier ; VQ : Martin Watier) : Richard
- Jonathan Hermanez (VQ : Nicolas Charbonneaux-Collombet) : Manny
- Karen Maruyama (VQ : Aline Pinsonneault) : Infirmière Shing

Légendes : Version française (VF) et Version québécoise (VQ)

## Accueil

### Box-office
Le film rencontre un certain succès. Tourné pour 45 millions de dollars, il génère plus de 175 millions USD de recettes. Cependant en France, il est passé inaperçu avec seulement 189 090 entrées, dont 107 748 en première semaine. Il rencontre cependant un accueil bien plus chaleureux en Italie avec 314 301 entrées, 125 211 entrées de plus qu'en France. Le film eu un accueil très chaleureux en Allemagne avec un peu moins de 1 million d'entrées.
| Pays ou région               | Box-office        | Date d'arrêt du box-office | Nombre de semaines |
| ---------------------------- | ----------------- | -------------------------- | ------------------ |
| France                       | 189 090 entrées   | 11 mars 2014               | 12                 |
| Italie                       | 314 301 entrées   |                            |                    |
| Allemagne                    | 949 917 entrées   |                            |                    |
| États-Unis d'Amérique Canada | 93 452 056 $ USD  |                            |                    |
| Mondial                      | 175 358 056 $ USD |                            |                    |

## Commentaires
Le café le plus cher du monde dont il est question dans le film est le kopi luwak … récolté dans les excréments de la civette palmiste.
Le titre original du film, The Bucket List, fait référence à l'expression argotique anglophone « to kick the bucket (en) » qui signifie mourir.